# Fissidens laxus
Fissidens laxus là một loài Rêu trong họ Fissidentaceae. Loài này được Sull. & Lesq. mô tả khoa học đầu tiên năm 1859.